# Nothocrax urumutum
El paujil nocturno, pajuí nocturno,  paují nocturno o pavón nocturno (Nothocrax urumutum), llamado también urumutum, es una especie de ave galliforme de la familia Cracidae, la única del género Nothocrax. Se encuentra en Colombia al sur del río Guaviare, oeste de Brasil, este de Ecuador, noreste del Perú y suroeste de Venezuela; no se conocen subespecies.

## Características
Mide en promedio 66 cm de longitud. Tiene cresta larga y corona negras. El plumaje del dorso, alas y cola es castaño con visos negruzcos. El vientre es color canela. Presenta el pico rojo, el borde supraorbital amarillo y el suborbital azul, unidos como una elipse. Las patas son rosadas.

## Historia natural
Vive en selvas húmedas cerca de los ríos en áreas con buen drenaje, incluidos cerros bajos o en el piedemonte hasta los 500 m s. n. m. De hábitos nocturnos o crepusculares, busca alimento en pareja o solitario. Hace sus nidos en los extremos de troncos caídos.